# لويس كارلوس فيريرا
لويس كارلوس فيريرا (بالبرتغالية: Luiz Carlos Ferreira‏) (مواليد 22 أغسطس 1958) هو لاعب كرة قدم. يلعب مع منتخب البرازيل لكرة القدم. سبق له أن لعب في كأس العالم لكرة القدم مع منتخب بلاده.

## روابط خارجية
- لويس كارلوس فيريرا على موقع الاتحاد الدولي (مؤرشف)  (الإنجليزية)
- لويس كارلوس فيريرا على موقع قاعدة بيانات كرة القدم.إي يو (الإنجليزية)
- لويس كارلوس فيريرا على موقع ناشيونال فوتبول تيمز (الإنجليزية)